# Javor klen ve Vejprtech
Javor klen ve Vejprtech je památný strom javor klen (Acer pseudoplatanus) ve Vejprtech v okrese Chomutov v Ústeckém kraji.
Roste v Krušných horách v nadmořské výšce 755 m ve východní části města ve svahu nad serpentinou v ulice Přísečnická, resp. nad silnicí směřující do vesnice Černý Potok.

## Základní údaje
Solitérní strom s pohárovitým kmenem s výraznými kořenovými náběhy a poměrně nízkou rozložitou korunou je estetickým prvkem v přilehlém prostředí města.
Obvod kmene měří 337 cm, koruna stromu dosahuje do výšky 15 metrů (měření 2010). V roce 2010 bylo stáří stromu odhadováno na 100 let.
Javor je chráněn od roku 2010 jako autochtonní druh, esteticky zajímavý strom s významným habitem a vzrůstem.

## Stromy v okolí
- Jasan v Husově ulici
- Javor v ulici Přemysla Oráče